# Marilene Felinto
Marilene Felinto Barbosa de Lima (Recife, 1957), é uma jornalista e escritora brasileira.
Nascida em Pernambuco, em 1968 mudou-se para São Paulo com sua família. Graduou-se em Letras (Português-Inglês) pela Faculdade de Filosofia, Letras e Ciências Humanas da Universidade de São Paulo em 1981. É tradutora, romancista e cronista.
Recebeu o Prêmio Jabuti na categoria Autor Revelação em 1983. Já conduziu um minicurso sobre literatura brasileira na Universidade da Califórnia em Berkeley em 1992, além de ter participado de um circuito cultural de literatura brasileira na Haus Der Kulturen der Welt (Alemanha) em 1994 e do Salão do Livro de Paris em homenagem ao Brasil em 1998, a convite do Ministério da Cultura da França.
Foi a primeira autora negra brasileira a ter um romance traduzido para outros idiomas (inglês, francês, holandês e catalão).

## Biografia
Marilene Felinto é uma das principais escritoras negras de sua geração. Natural de Recife, mudou-se com sua família para São Paulo em 1968 e se formou em Letras (Português-Inglês) Faculdade de Filosofia, Letras e Ciências Humanas da Universidade de São Paulo em 1981. Além de seu trabalho autoral como romancista e cronista, traduziu obras de diversos autores para o português, como Joseph Conrad, Edgar Allan Poe, John Fante etc.
Ingressou no jornalismo em 1989 e foi colunista da Folha de S. Paulo e Caros Amigos. Atualmente, é colunista da Revista Gama, no Portal UOL. Escreve sobre política, feminismo, racismo e questões sociais. Obteve o título de mestre em Psicologia Clínica pela Pontifícia Universidade Católica de São Paulo em 2019, com a dissertação "Autobiografia de uma escrita de ficção", sob orientação do prof. Dr. Peter Pál Pelbart.
Em 2021, Ricardo Rodrigues da Silva foi condenado a dois anos de reclusão por injúria racial devido a ataques direcionados à Felinto por e-mail. Na época, a escritora era colunista da Folha de São Paulo. A sentença foi dada  juíza pela Carla de Oliveira Pinto Ferrari, da 20ª Vara Criminal de São Paulo. A pena foi substituída por dois anos de prestação de serviço a comunidade. 

## As Mulheres de Tijucopapo
O livro de estreia da autora foi lançado em 1982, quando tinha 24 anos. As Mulheres de Tijucopapo é um romance com elementos históricos, antirracistas e feministas. Por meio dele recebeu o prêmio Jabuti de Autor Revelação  e o prêmio da União Brasileira de Escritores de melhor romance inédito. A obra foi elogiada por autores como Ana Cristina Cesar, Caio Fernando Abreu, José Miguel Wisnik e Marilena Chauí.
Sua escrita mistura os tempos futuro com passado e combina uma narrativa ficcional, autobiografia e poesia. A estrutura literária reproduz o fluxo da consciência da narradora. Ana Cristina Cesar descreveu que a narrativa é “Traçada em ziguezague, construída toda em desníveis, numa dicção muito oral, atravessada de balbucios, repetições, interrupções, associações súbitas". A protagonista reflete sobre diversas histórias, incluindo as mulheres da vila de Tijucopapo e da sua própria família, seu passado como no amor que perdeu, as traições de seu pai, sua infância nos anos 1960 em Recife e até mesmo uma carta em inglês que precisa enviar.
A história segue a narradora, Rísia, em uma viagem de retorno a Tijucopapo, terra natal de sua mãe. Trata-se de um local fictício, mas que remete à cidade de Tejucupapo, em Pernambuco. Essa vila foi cenário da batalha de Tejucupapo (ou batalha do Monte das Trincheiras) em 1646. É destacado que graças ao papel das mulheres nessa luta que puderam sair campeões contra os invasores holandeses interessados em saquear o estado, mais especificamente a derrota de 600 soldados pelas mulheres da vila. Os registros da batalha são muito importantes para a participação feminina relatada. O romance, portanto, entrelaça as histórias dessas mulheres com a jornada pessoal da protagonista em busca de suas raízes.

## Obras publicadas
Romances
- 2002: Obsceno abandono: amor e perda (Record)[12]
- 1987: O lago encantado de Grongonzo (Guanabara)[13]
- 1982: As Mulheres de Tijucopapo (Paz e Terra, 34, Ubu)[14]

Crônicas
- 2000: Jornalisticamente incorreto (Record)[15]

Contos
- 2022: Mulher feita e outros contos (Fósforo)[16]
- 2019: Contos Reunidos (Edição da Autora)[13]
- 2019: Sinfonia de contos da infância: para crianças e adultos (Edição da Autora)[17]
- 1991: Postcard (Iluminuras)[18]

Traduções
- 2023: Garotas brancas, Hilton Als (Fósforo)[19]
- 2020: Malcolm X Fala – Discursos de Malcolm X, Malcolm X (Ubu)[20]
- 1994: Quatro peças de Sam Shepard (com Marcos Renaux), Sam Shepard (Paz e Terra)[21]
- 1992: Cartas de amor, Gabriel Joseph de Lavergne Guilleragues (Imago)[22]
- 1990: O trem e a cidade, Thomas Wolfe (Iluminuras)[23]
- 1989: O menino perdido e outros contos, Thomas Wolfe (Iluminuras)[24]
- 1988: O garoto que seguiu Ripley, Patricia Highsmith (Brasiliense)[25]
- 1987: Sonhos de Bunker Hill, John Fante (Brasiliense)[26]
- 1986: Eureka, Edgar Allan Poe (Max Limonad)
- 1985: O cúmplice secreto, Joseph Conrad (Max Limonad)[27]
- 1983: Cartas na rua (com Alberto Alexandre Martins), Charles Bukowski (Brasiliense)[28]

Ensaios
- 2019: Fama e infâmia: bastidores do jornalismo brasileiro (Edição da Autora)[29]
- 2019: Autobiografia de uma escrita de ficção ou: por que as crianças brincam e os escritores escrevem (Edição da Autora)[30]
- 1983: Outros heróis e esse Graciliano (Brasiliense)[31]